# Rebecca Lavelle
Rebecca Anne Lavelle (Nuovo Galles del Sud, 18 marzo 1980) è una cantautrice australiana.

## Biografia
Rebecca Lavelle è salita alla ribalta dopo aver contribuito vocalmente alla colonna sonora della serie Le sorelle McLeod: i suoi brani sono stati raccolti in tre colonne sonore, che hanno riscosso ottimo successo commerciale in Australia. Nel 2016 è stato pubblicato il suo primo album in studio Intimate Portrait, che ha raggiunto la 70ª posizione della classifica svizzera e la 78ª della tedesca.

## Discografia

### Album in studio
- 2007 – Intimate Portrait
- 2010 – Love & Bravery
- 2016 – Kehr Wieder

### Colonne sonore
- 2002 – McLeod's Daughters: Songs from the Series Volume 1
- 2004 – McLeod's Daughters: Songs from the Series Volume 2
- 2008 – McLeod's Daughters: Songs from the Series Volume 3

### Singoli
- 2002 – My Heart Is Like a River
- 2010 – Breakthrough Away